# بارن (وحدة)
بارن في الفيزياء النووية (بالإنجليزية: barn، ورمزه b) هو وحدة مساحة صغيرة جدا تناسب المستوى النووي للذرة. وتستخدم في الفيزياء النووية وفيزياء الجسيمات لتعريف المقطع النووي لنواة واحتمال دخولها في تفاعل مع جسيم أولي مثل بروتون أو نيوترون أو أشعة غاما أو غيره. كما يستخدم البارن لتعريف مقطع تصادم جسيمات أولية مع بعضها في تجارب التشتت.
ويعرف البارن بأنه يساوي 10−28 متر2 أو (100 فمتومتر)2 وهو يعادل بالتقريب المقطع (الهندسي) لنواة اليورانيوم. ويستخدم البارن أيضا كوحدة للرنين النووي المغناطيسي من أجل تقييم تآثر النواة الذرية مع مجال كهربائي.
ورغم أن البارن ليس من وحدات نظام الوحدات الدولي SI، ولكنه يستخدم معه نظرا لكثرة استخدامة في مجال فيزياء الجسيمات.

## سوابق تستخدم لوحدة البارن
| وحدة         | الرمز | m2    | cm2   |
| ------------ | ----- | ----- | ----- |
| ميجابارن     | Mb    | 10−22 | 10−18 |
| بارن         | b     | 10−28 | 10−24 |
| مليبارن      | mb    | 10−31 | 10−27 |
| ميكروبارن () | μb    | 10−34 | 10−30 |
| نانوبارن     | nb    | 10−37 | 10−33 |
| بيكوبارن     | pb    | 10−40 | 10−36 |
| فمتوبارن     | fb    | 10−43 | 10−39 |
| أتوبارن      | ab    | 10−46 | 10−42 |

## اقرأ أيضا
- مقطع نووي
- مقطع تصادم (فيزياء)
- تشتت كومبتون
- حيود براج
- حيود النيوترونات
- مثنوية جسيم-موجة
- قانون براج
- حيود